# Gilles Échevin
Gilles Échevin (ur. 1 września 1948 w Bouillante na Gwadelupie) – francuski lekkoatleta, sprinter.
Zajął 8. miejsce w finale biegu na 100 metrów na mistrzostwach Europy w 1971 w Helsinkach.
Zwyciężył w sztafecie 4 × 100 metrów (w składzie: Dominique Chauvelot, Échevin, Joseph Arame i  Lucien Sainte-Rose) na igrzyskach śródziemnomorskich w 1975 w Algierze.
Odpadł w ćwierćfinale biegu na 100 metrów na igrzyskach olimpijskich w 1976 w Montrealu, a także w półfinale biegu na 60 metrów na halowych mistrzostwach Europy w 1978 w Mediolanie oraz w eliminacjach tej konkurencji na halowych mistrzostwach Europy w 1979 w Wiedniu i halowych mistrzostwach Europy w 1980 w Sindelfingen. 
Échevin był mistrzem Francji w biegu na 100 metrów w latach 1973 i 1975, wicemistrzem na tym dystansie w 1971 oraz  brązowym medalistą w 1977. W hali był mistrzem w biegu na 50 metrów w 1978 oraz w biegu na 60 metrów w 1979 i 1980 oraz brązowym medalistą w biegu na 60 metrów w 1982 i 1983.
Rekordy życiowe Échevina:
- bieg na 100 metrów – 10,38 (28 czerwca 1975, Saint-Étienne)
- bieg na 50 metrów (hala) – 5,77 (2 lutego 1980, Grenoble)
- bieg na 60 metrów (hala) – 6,78 (11 marca 1978, Mediolan)